# Eberhard Hölscher
Eberhard Hölscher (* 12. Februar 1890 in Geesthacht; † 27. August 1969 in München) war ein deutscher Gebrauchsgrafiker, Fachbuchautor, Redakteur und Herausgeber.

## Leben
Eberhard Hölscher studierte in Berlin, Paris und München; 1920 wurde er mit einer Dissertation über die literarischen und persönlichen Beziehungen zwischen Julius von Voß und Johann Wilhelm Ludwig Gleim an der Universität Kiel promoviert. Ab 1925 war er Generalsekretär des Bundes Deutscher Gebrauchsgraphiker und von 1948 bis 1965 dessen Präsident. Von 1937 an war er Herausgeber und Chefredakteur der 1924 von K.H. Frenzel gegründeten Zeitschrift Gebrauchsgraphik, mit dem erläuternden Untertitel Monatsschrift zur Förderung künstlerischer Reklame, die auch in den USA vertrieben wurde. Nachdem die Zeitschrift 1944 eingestellt werden musste, gründete sie Hölscher 1950 im Bruckmann Verlag in München neu. In den 1950er Jahren lehrte Hölscher an der Meisterschule für das graphische Gewerbe in München.
1955 brachte Hölscher die Monografie Der Zeichner Th. Th. Heine heraus. Im Geleitwort schildert er seine Begegnung mit dem seit 1933 unter falschem Namen untergetauchten Thomas Theodor Heine, der nach Berlin geflohen war, wo Hölscher lebte. Beide kannten sich bis dahin nicht persönlich, standen jedoch in Briefkontakt.

## Ehrungen
- 1955: Verdienstkreuz (Steckkreuz) der Bundesrepublik Deutschland
- 1966: Großes Verdienstkreuz

## Schriften (Auswahl)
- Gleim und Voss in ihren persönlichen und literarischen Beziehungen. Berlin 1921.
- Die Schrift in der Baukunst (mit Georg Scheja). Heintze & Blanckertz, Berlin/Leipzig 1938.
- Emil Preetorius. Das Gesamtwerk. Heintze & Blanckertz, Berlin/Leipzig 1943.
- Handwörterbuch für Büchersammler. Hauswedell, Hamburg 1947.
- Aubrey Beardsley. Hauswedell, Hamburg 1949.
- Deutsche Illustratoren der Gegenwart. Bruckmann, München 1959.
- (Hrsg.): Deutsche Gebrauchsgrafik. Bruckmann, München 1967.